# Reactor nuclear

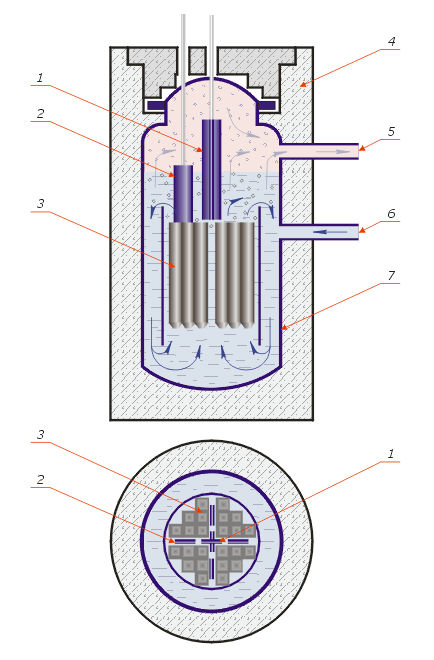
Schema simplificată a unui reactor nuclear de fisiune de tip BWR
1. bare pentru oprire de urgență
2. bare de control
3. combustibil
4. radioprotecție
5. ieșirea vaporilor
6. intrarea apei
7. protecție termică

Un reactor nuclear este o instalație în care are loc o reacție de fisiune sau fuziune nucleară în lanț în condiții controlate, astfel încât să poată fi valorificată căldura rezultată în urma procesului.
Reactorii nucleari au trei tipuri de aplicații.
- Cea mai semnificativă aplicație comercială este producerea de energie electrică sau de căldură (termoficare, procese industriale).
- O altă aplicație este propulsia navală (în special pentru scopuri militare).
- Există și reactori nucleari pentru cercetare unde fascicolele de neutroni se folosesc pentru activități științifice sau pentru producerea de radioizotopi destinați utilizărilor civile (medicină, industrie, cercetare), sau militare (arme nucleare).

## Istoric
Enrico Fermi și Leó Szilárd, ambii de la Universitatea din Chicago, au fost primii care au construit o pilă nucleară și au prezentat o reacție în lanț controlată, la 2 decembrie 1942. În 1955 ei și-au împărțit patentul de invenție pentru reactorul nuclear U.S. Patent 2.708.656. Primul reactor nuclear din SUA a fost utilizat pentru a produce plutoniu pentru arma nucleară. Alți reactori au fost folosiți în propulsia navală (submarine, nave militare). 
La 20 decembrie 1951, în SUA a fost generat pentru prima dată curent electric folosind fisiunea nucleară la reactorul rapid experimental (EBR-1) aflat lângă Arco, statul Idaho. La 26 iunie 1954 a început să genereze curent electric reactorul nuclear de la Obninsk. Alți reactori de putere au început să funcționeze  la Calder Hall în 1956 și Shippingport - Pennsylvania în 1957. Expresia optimismului față de energia nucleară a fost celebra sintagma a lui Lewis Strauss, președintele USAEC too cheap to matter (în română prea ieftin să conteze).
Utilizarea comercială a energeticii nucleare începe cu reactorul prototip (PWR) Yankee Rowe de 250 MWe pus în funcțiune de Westinghouse în 1960 și cu reactorul (BWR) Dresden-1 de 250 MWe proiectat de General Electric și pus în funcțiune în tot în 1960. În Canada a fost dezvoltat reactorul CANDU, prima unitate fiind pusă în funcțiune în 1962. Franța a început dezvoltarea reactorului cu gaz-grafit și a pus în funcțiune primul reactor comercial în 1959. Ulterior a adoptat filiera PWR pe care o dezvoltă și în prezent. Uniunea Sovietică a pus în funcțiune primul prototip comercial (grafit și apă în fierbere) de 100 MW la Beloyarsk. Ulterior a dezvoltat filiera cu apă ușoară cunoscută sub denumirea VVER. Embargoul petrolier din 1973 a dat un puternic impuls energeticii nucleare. Cel mai spectaculos program nuclear a fost cel francez, care totaliza 34 900 MWe. Pe lângă SUA (20 % din producția de electricitate), programe nucleare importante au fost demarate  în multe țări europene (Germania, Suedia, Spania, Belgia, Italia, Elveția, Finlanda, Cehia) sau din Asia (Japonia, Coreea de Sud).
Stagnarea și declinul energeticii nucleare a început la sfârșitul anilor 1970 și au fost determinate de mai mulți factori:
- Descoperirea în Marea Nordului a uriașe cantități de gaze naturale ce au reprezentat în Europa o alternativă energetică mai ieftină decât energia nucleară.
- Detonarea armei nucleare de către India în 1964, reprezentând startul proliferării nucleare în domeniul militar;
- Nașterea mișcării ecologiste ce se opunea în general construcției de noi reactori;
- Introducerea în SUA a unui nou regim de autorizare pentru protecția mediului care a făcut construcția de centrale nucleare neeconomică;
- Accidentele de la Three Miles Island (1979) și Cernobîl (1986) cu consecințe impresionante pentru imaginea publică a energiei nucleare.

În ciuda problemelor din perioada anilor '80 și '90, energetica nucleară nu a dispărut de pe piață. Dimpotrivă, a treia generație de reactori nucleari a fost dezvoltată în SUA (ABWR, System +), Franța (EPR), Canada (ACR), Rusia și Coreea de Sud. 
În anul 2001 a fost semnată carta Forumului Internațional pentru Generația IV (GIF). Scopul acestei asociații este dezvoltarea a șase sisteme energetice nucleare (reactori cu neutroni termici: VHTR, SCWR, MSR și reactori cu neutroni rapizi: GFR, SFR, LFR) până la nivel comercial pentru a putea fi construite în perioada 2015-2023 sau mai târziu.
Renașterea energeticii nucleare  a început să se profileze la începutul mileniului III fiind determinată de doi factori:
- Creșterea economică rapidă din țările mari în curs de dezvoltare (China, India, Brazilia).
- Schimbările climatice generate de gazele cu efect de seră rezultate din arderea combustibililor fosili.

Cercetarea în domeniul fuziunii nucleare a început prin 1920 când fizicianul F.W. Aston descoperă că patru atomi de hidrogen sunt mai grei decât un atom de heliu. Astrofizicianul Edmund Eddington a sesizat imediat că diferența de masă se convertește în energie prin reacțiile care au loc în Soare. După construirea armei termonucleare, începând cu Conferința de la Geneva din 1958 fuziunea nucleară controlată a devenit un domeniu de cercetare susținut de guvernele marilor puteri (SUA, URSS) cât și de organizații internaționale (EURATOM). 
Un moment important în dezvoltarea cercetărilor privind fuziunea nucleară este construirea în URSS (1968) a instalației TOKAMAK, adoptată ulterior de aproape toate țările. Cel mai mare experiment de fuziune a fost realizat de instalația JET din Anglia unde reacția de fuziune a deuteriului și tritiului a produs mai multă energie decât a consumat (16 MW timp de 1 secundă). 
Proiectul ITER lansat în 2003 este un experiment științific ce urmărește să demonstreze fezabilitatea producerii comerciale a energiei din fuziune. Instalația ITER este proiectată să genereze o putere de netă de 500 MW, adică de zece ori puterea consumată. S-a estimat că instalația ITER va fi operațională în 2020, urmând ca un prototip comercial de reactor cu fuziune să fie operațional în 2040.

## Componente
Reactorii nucleari de fisiune, indiferent de destinația lor, au următoarele elemente comune:
Combustibilul nuclear Reacția de fisiune în lanț are loc în combustibilul nuclear. Aproape toți reactorii nucleari utilizează uraniul drept combustibil. Reactorii comerciali, cu câteva excepții, utilizează uraniul îmbogățit 2–5 % în izotopul U235. Unii reactori utilizează un combustibil ce conține pe lângă uraniu și plutoniu MOX, un alt element fisionabil.  Combustibilul și structura mecanică în care acesta este așezat formează zona activă (miezul) a reactorului.
Moderatorul Moderatorul de neutroni este necesar pentru încetinirea neutronilor rezultați din fisiune (neutroni termici) pentru a le crește eficiența de producere a unor noi reacții de fisiune. Moderatorul trebuie să fie un element ușor care permite neutronilor să se ciocnească fără a fi capturați. Ca moderatori se utilizează apa obișnuită, apa grea sau grafitul.
Agentul de răcire Pentru a menține temperatura combustibilului în limite tehnic acceptabile (sub punctul de topire) căldura eliberată prin fisiune sau prin dezintegrarea radioactivă trebuie extrasă din reactor cu ajutorul unui agent de răcire (apa obișnuită, apa grea, dioxid de carbon, heliu, metale topite etc). Căldura preluată și transferată de agentul de răcire poate alimenta o turbină pentru a genera electricitate.

Schema unui reactor Magnox, dezvoltat în Marea Britanie în anii 1950, și utilizat oficial între 1956 și 2015. Acești reactori folosesc dioxidul de carbon drept agent de răcire. Gazul este răcit cu ajutorul apei.

Barele de control Barele de control sunt realizate din material ce absorb neutronii precum: borul, argintul, indiul, cadmiul și hafniul. Ele sunt introduse în reactor pentru a reduce numărul de neutroni și a opri reacția de fisiune când este necesar, sau pentru a regla nivelul și distribuția spațială a puterii din reactor.
Alte componente Unii reactori au zona activă învelită cu un reflector care are scopul de a returna neutronii ce părăsesc reactorul și a maximiza utilizarea lor eficientă. Adesea agentul de răcire  și/sau moderatorul au și rolul de reflector. Zona activă și reflectorul sunt dispuse în interiorul unui vas rezistent la presiune (vasul reactorului). Pentru reducerea nivelului radiațiilor produse prin fisiune, zona activă este înconjurată de ecrane groase ce absorb radiațiile: beton, apă obișnuită, plumb etc. Controlul și reglarea funcționării reactorului se realizează cu ajutorul a numeroase instrumente și sisteme de suport logistic care monitorizează (urmăresc) temperatura, presiunea, nivelul radiațiilor, nivelul puterii și alți parametri.  
Un reactor nuclear de fuziune încălzește combustibilul compus din deuteriu și tritiu până acesta se transformă în plasmă foarte fierbinte în care are loc reacția de fuziune. În exteriorul camerei în care se formează plasma se află o manta din litiu care absoarbe neutronii energetici din fuziune pentru a produce combustibilul tritiu. În manta neutronii produc și căldură care este evacuată printr-un circuit de răcire cu apă și transferată unui schimbător de căldură pentru a produce abur. Aburul acționează o turbină producând electricitate.

## Tipuri
Reactorii nucleari se pot clasifica în funcție de tipul de reacție nucleară folosit, de materialele folosite la construcția instalației, de utilizarea energiei produse și de stadiul de dezvoltare a tehnologiei.
În funcție de reacția nucleară folosită reactorii se clasifică în:
- reactori de fisiune (cu neutroni termici sau cu neutroni rapizi)
- reactori de fuziune

În funcție de combustibilul nuclear folosit reactorii se clasifică în:
- reactori cu combustibil solid (oxid de uraniu, oxid plutoniu, oxid de thoriu sau combinații)
- reactori cu combustibil lichid (săruri topite de uraniu sau de thoriu)

În funcție de moderatorul folosit reactorii se clasifică în:
- reactori cu apă ușoară;
- reactori cu apă grea;
- rreactori cu moderator organic (PCB);
- reactori cu grafit;
- reactori cu elemente ușoare (Lif, BeF2);
- reactori fără moderator (cu neutroni rapizi).

În funcție de agentul de răcire folosit reactorii se clasifică în:
- reactori cu apă ușoară (sub presiune sau în fierbere);
- reactori cu apă grea;
- reactori cu gaz (heliu, dioxid de carbon, azot);
- reactori cu metal lichid (sodiu, NaK, plumb, eutectic plumb-bismut, mercur)
- reactori cu săruri topite (săruri cu fluor)

În funcție de utilizare reactorii se clasifică în:
- reactori pentru producerea de energie electrică;
- reactori pentru producerea de energie termică (căldură de proces, desalinizare, producere de hidrogen, termoficare);
- reactori pentru propulsie (nave, submarine);
- reactori pentru producerea de radioizotopi prin transmutare (plutoniu, U233, radioizotopi pentru uz medical sau industrial);
- reactori de cercetare.

În funcție de stadiul tehnologiei reactorii se clasifică în:
- reactori din generația I, primele prototipuri ( Shippingport, Magnox, Fermi 1, Dresden);
- reactori din generația II, proiectate înainte de 1990 (PWR, BWR, PHWR, AGR, WWER);
- reactori din generația III, modernizări ale reactorilor din generația doi (ABWR, APWR, EC-6, VVER 1000/392, AHWR-thoriu)
- reactori din generația III + , proiecte cu îmbunătățiri semnificative privind securitatea si economicitatea (CANDU avansat, EPR, VVER 1200, APWR, ABWR)
- reactori din generația IV, în proiectare pentru a fi construite după 2030 (reactor termic de foarte înaltă temperatură, reactor termic supercritic cu apă, reactor termic cu săruri topite, reactor rapid răcit cu gaz, reactor rapid răcit cu sodiu, reactor rapid răcit cu plumb).

### Reactori comerciali
Reactor cu apă sub presiune - PWR
Reactorul cu apă sub presiune (PWR), cel mai răspândit pe plan mondial, folosește apa ordinară ca moderator și agent de răcire. Apa de răcire este menținută sub presiune ridicată pentru a nu fierbe în interiorul vasului de presiune al reactorului și a circuitului primar. Căldura preluată din zona activă este transferată unui schimbător de căldură unde se produce aburul pentru acționarea turbinei și generarea de electricitate. Denumirea rusească a acestui tip de reactor este VVER.
Reactor cu apă în fierbere - BWR Reactorul cu apă în fierbere (BWR) apa ordinară este folosită ca moderator și agent de răcire. Apa de răcire este menținută la o presiune mult mai scăută decât la PWR permițând fierberea în vasul reactorului iar aburul este trimis direct la turbină pentru a genera energie electrică. Absența generatorului de abur simplifică proiectul dar produce contaminarea turbinei.
Reactor cu apă grea sub presiune - PHWR Ca și la reactorul PWR, la acest reactor agentul de răcire (apa grea) circulă prin generatori de abur unde energia termică preluată din reacția de fisiune este trasferată apei ordinare care fierbe producând abur. Reactorul PHWR are o structură particulară constând din vasul moderatorului (CALANDRIA) menținut la presiune și temperatură scăzută, care este străbătut de tuburi  ce conțin combustibilul  și prin care circulă apa grea de răcire la presiune ridicată. Această structură cu tuburi conținând combustibilul ce pot fi accesate individual permite  schimbarea combustibilului fără oprirea reactorului. Această caracteristică a reactorului îi crește disponibilitatea dar și complexitatea operării.
Reactor răcit cu gaz - GCR reactorii răciți cu gaz mai sunt folosiți doar în Marea Britanie. Există două tipuri ale acestui reactor: Magnox (cu uraniu natural)  și AGR (cu uraniu îmbogățit). Ambele folosesc bioxidul de carbon ca agent de răcire și grafitul ca moderator.  Având o structură similară cu CANDU ele pot fi realimentate cu combustibil fără a fi oprite.
Reactor RBMK Acronimul este din limba rusă și se referă la un reactor cu apă în fierbere moderat cu grafit și având o structură cu tuburi de presiune similară cu CANDU. Un astfel de reactor a explodat la Cernobîl cu consecințele cunoscute. 
Reactor reproducător cu neutroni rapizi - FBR Reactorul reproducător cu neutroni rapizi funcționează pe baza reacției de fisiune cu neutroni rapizi. Reacția de fisiune cu neutroni rapizi eliberează mai mulți neutroni decât cea cu neutroni termici. Excesul de neutroni este folosit pentru transmutarea 238U  sau a 232Th  în izotopi fisionabili (239Pu  respectiv 233U). Reactorii reproducători generează mai mult material fisionabil decât consumă. Reactorii cu neutroni rapizi sunt răciți cu metale topite (sodiu, plumb) sau gaze (heliu). 

## Funcționarea reactorului de fisiune
Funcționarea reactorului nuclear se bazează pe reacția de fisiune indusă de neutroni prin care se eliberează energie, iar procesul poate fi controlat prin controlul numărului de neutroni disponibili. 
{\displaystyle ^{235}U+n\rightarrow 2\ {\text{fragmente de fisiune}}+2\ {\text{sau}}\ 3\ {\text{neutroni}}+\beta +\gamma +{\text{energie}}}
Deoarece neutronii eliberați prin fisiune pot induce alte fisiuni apare posibilitatea perpetuării reacției (fisiune în lanț). În condiții optime reacția de fisiune se menține la nivel constant fiind o reacție în lanț controlată.
Neutronii expulzați prin fisiune au o energie cinetică ce corespunde unei viteze de circa 13 800 km/s (neutroni rapizi). Pentru a produce fisiunea uraniului 235neutronii trebuie să aibă energii mult mai mici, adică să fie în echilibru termic cu mediul înconjurător (neutroni termici). Neutronii rapizi sunt încetiniți prin ciocnirea cu atomii moderatorului. Hidrogenul (din apa ușoară) cu masă egală cu cea a neutronului ar părea cel mai bun moderator dar el poate absoarbe ușor neutronii scăzând numărul lor. Deuteriul (din apa grea) are avantajul că absoarbe mai puțini neutroni realizând mai ușor perpetuarea reacției în lanț.
În reactor numărul de neutroni este rezultatul competiției dintre procesul de fisiune (care generează neutroni) și a procesele neproductive de absorbție în materialele reactorului sau de scurgere în afara reactorului. Autoîntreținerea reacției de fisiune depinde de vitezele proceselor menționate care determină constanta de multiplicare:
Notând cu {\displaystyle k_{ef}} viteza de producere/(viteza de absorbție în materiale+ viteza de scurgere din reactor),
dacă {\displaystyle k_{ef}<1}, numărul de neutroni scade în timp ș reactorul se oprește (regim subcritic);
dacă {\displaystyle k_{ef}=1}, reacție în lanț auto întreținută (regim critic în stare stațonară);
dacă {\displaystyle k_{ef}>1}, numărul de neutroni crește permanent (regim supercritic).

## Cinetica reactorului nuclear
În fizica reactorului nuclear se folosește noțiunea de reactivitate
{\displaystyle \rho =1-1/k_{ef}}
Reactorul nuclear funcționează de obicei în stare staționară (ρ=0). Când se dorește reducerea puterii reactorului sau oprirea se introduce reactivitate negativă, cu ajutorul dispozitivelor absorbante de neutroni conținând bor, cadmiu sau gadoliniu. La pornirea reactorului se introduce reactivitate pozitivă pentru scurt timp, prin scoaterea dispozitivelor de absorbție a neutronilor. Neutronii produși prin fisiune pot fi prompți sau întârziați. Pentru neutronii prompți, intervalul de timp dintre nașterea lor și absorbția într-o reacție de fisiune este de circa 0,9 milisecunde. Neutronii întârziați sunt generați prin dezintegrarea beta a fragmentelor de fisiune cu durate de viață cuprinsă între 0,2 și 50 secunde. Neutronii întârziați au o mare influență asupra evoluției puterii reactorului și facilitează considerabil controlul acestuia. Dintre fragmentele de fisiune izotopul 135Xe are un rol important în funcționarea reactorului nuclear deoarece are o capacitate mare de a absoarbe neutronii termici. Acest izotop radioactiv este produs prin dezintegrarea beta a 135I (timp de înjumătățire de 9,169 ore) și dispare pe două căi: prin dezintegrare și prin absorbția unui neutron cu transformarea în 136Xe.  La oprirea reactorului echilibrul dintre generarea și consumul de 135Xe este perturbat deoarece dispare  ruta de transformare  în 136Xe. Rezultatul este descreșterea puternică a reactivității (otrăvirea cu xenon) la circa 10 ore de la oprirea reactorului. Reactorul nu mai poate fi repornit decât după 35-40 de ore, atunci când concentrația xenonului scade prin dezintegrare la nivelul anterior opririi. 
Prin fisiune o parte din masa atomului fisionabil se transformă în energie: -85% sub formă de energie cinetică a fragmentelor de fisiune;- 15% ca energie cinetică a neutronilor și particulelor β sau γ ; Energia cinetică se transformă în căldură care trebuie evacuată din combustibil cu ajutorul agentului de răcire. Fragmentele de fisiune sunt nuclee având masa egală cu circa jumătate din cea a uraniului care sunt instabile și se dezintegrează radioactiv. Radioizotopii tipici rezultați din dezintegrarea fragmentelor de fisiune sunt 137Cs  și 90Sr. 
Deoarece prin reacția de dezintegrare se generează căldură (căldura de dezintegrare) chiar și după oprirea reactorului ea trebuie evacuată permanent, altfel combustibilul se supraîncălzește ducând la accident nuclear. Cantitatea cumulată de energie generată în combustibil se numește grad de ardere și se exprimă în MW.zi/tonă de Uraniu sau  MW.oră/kg de uraniu. Gradul de ardere este o mărime invers proporțională cu consumul de combustibil exprimat în Mg(U)/GW(e).
Pe lângă radioizotopii rezultați din fisiune în reactor are loc transmutarea U238  în Pu239 prin reacția:
{\displaystyle ^{238}U+n\rightarrow \ ^{239}U\rightarrow \ ^{239}Np+\beta \rightarrow \ ^{239}Pu+2\ \beta }
239Pu este un izotop fisionabil și contribuie la producerea de energie. Prin absorbții succesive de neutroni el se poate transforma în 240Pu  (nefisionabil) și în 241Pu  (fisionabil). Timpul de înjumătățire al 239Pu este 24 000 ani.
Tritiul, un radioizotop foarte mobil poate fi generat prin fisiune (1/10 000) precum și prin absorbția unui neutron de către deuteriul din apa grea. Tritiul este un emițător beta de joasă energie, radiația sa nu pătrunde prin piele, dar atunci când este inhalat sau ingerat cu alimente sau apă prezintă pericolul iradierii interne.

## Securitatea nucleară
Producerea de electricitate folosind reactori nucleari, ca orice tehnologie complexă, are asociate o serie de riscuri: riscul radiologic pentru personal și public, accidentele nucleare, poluarea radioactivă mediului și deșeurile radioactive. Pentru ca riscurile să nu se materializeze, proiectarea și operarea reactorului nuclear utilizează conceptul de apărare în adâncime prin care se prevăd măsuri de prevenire a defectelor și accidentelor, protecția lucrătorilor și a publicului împotriva radiațiilor, gospodărirea în siguranță a deșeurilor radioactive, asigurarea securității materialelor nucleare. Safety Design of NPP Arhivat în 5 septembrie 2012, la Wayback Machine.
Apărarea în adâncime se realizează prin suplimentarea caracteristicilor intrinseci de siguranță ale reactorilor cu măsuri de prevenire, monitorizare și diminuare a consecințelor accidentelor. Apărarea în adâncime este structurată pe cinci nivele, astfel încât dacă un nivel nu face față este corectat sau compensat de următorul.  Obiectivul primului nivel de protecție este prevenirea funcționării anormale sau defectării sistemelor. Dacă primul nivel cade, al doilea nivel de protecție controlează funcționarea anormală sau detectează defectarea sistemelor. La căderea celui de al doilea nivel,  funcțiile de securitate sunt asigurate de al treilea nivel care activează sisteme de securitate specifice. La căderea celui de al treilea nivel dezvoltarea accidentului este ținută sub control de al patrulea nivel pentru a preveni agravarea accidentului și eliberarea substanțelor radioactive în exterior. Ultimul nivel are ca obiectiv diminuarea consecințelor radiologice ale accidentului în exteriorul incintei prin implementarea de planuri de urgență. 
Din punctul de vedere al securități reactorul nuclear are trei funcții de bază:
- controlul reactivității;
- răcirea combustibilului;
- izolarea substanțelor radioactive.

Pentru a menține sub control puterea reactorului acesta este dotat cu sisteme de control a reactivității care mențin constantă rata reacției de fisiune, iar dacă este necesar opresc imediat reactorul prin inserția de reactivitate negativă.  Căldura de fisiune și de dezintegrare trebuie evacuată permanent din reactor, chiar și după oprirea reactorului, altfel se produce accidentul de topire a combustibilului. Pentru prevenirea acestui accident reactorul dispune de sisteme de urgență care injectează apă de răcire. Izolarea materialelor radioactive în interiorul reactorului și prevenirea răspândirii lor în mediu se realizează prin bariere multiple: combustibilul și teaca elementului de combustibil, vasul reactorului, anvelopa reactorului și zona amplasamentului reactorului. 

## Protecția mediului
Reactorul nuclear generează patru fluxuri de substanțe radioactive (deșeuri) care pot afecta mediul:
- Combustibilul nuclear uzat ce conține majoritatea radioizotopilor generați prin fisiune;
- Deșeurile miniere și cele de la rafinarea uraniului conținând produșii de dezintegrare ai uraniului;
- Eliberarea de radionuclizi în timpul funcționării  (emisii gazoase și lichide);
- Eliberarea de mari cantități de radioactivitate în timpul accidentelor.

Pe lângă substanțele radioactive reactorul nuclear mai eliberează în mediu mari  cantități de căldură ce poluează termic apele sau atmosfera. Obiectivul principal al gospodăririi deșeurilor radioactive este protejarea oamenilor și a mediului față de acțiunea dăunătoare a radiațiilor nucleare. Aceasta se realizează prin izolarea sau diluarea deșeurilor radioactive astfel încât concentrația oricărui radionuclid care ajunge în biosferă să nu fie dăunătoare.
Gospodărirea substanțele radioactive (deșeuri)  generate de reactorul nuclear se bazează pe trei principii:
- Concentrare și izolare;
- Stocare pentru dezintegrare;
- Diluare și dispersie.

Unele deșeuri slab radioactive lichide rezultate din operarea reactorului nuclear sunt eliberate controlat în apele de suprafață cu condiția ca doza asociată să fie doar o mică fracțiune din fondul natural. Reactorul nuclear eliberează în mediu cantități mici de gaze radioactive (85Kr, 133Xe, 131I, tritiu) în condiții controlate. Cea mai dificilă problemă o reprezintă gospodărirea combustibilului nuclear uzat care conține cea mai mare parte din radioactivitatea generată în reactorul nuclear.  O dificultate majoră o reprezintă timpul de înjumătățire extrem de lung al anumitor radionuclizi: 129I (15,7 milioane ani), 99Tc (220 000 ani), 237Np  (2 milioane ani), 239Pu (24 000 ani). Prin urmare izolarea acestor deșeuri față de biosferă impune dispunerea lor în structuri geologice de mare adâncime unde are loc dezintegrarea  radionuclizilor fără a afecta biosfera. Elementele transuraniene din deșeurile radioactive pot fi separate și transformate prin transmutare în alți radionuclizi cu timp de înjumătățire scurți, mai ușor de gospodărit. 